# Vamos a marte
Vamos a marte (spanisch für „Lass uns zum Mars gehen“) ist ein Lied der deutschen Pop- und Schlagersängerin Helene Fischer, in Kooperation mit dem puerto-ricanisch-US-amerikanischen Latin-Pop-Sänger Luis Fonsi. Das Stück ist die erste Singleauskopplung aus ihrem achten Studioalbum Rausch.

## Entstehung und Artwork
Geschrieben wurde das Lied gemeinsam von den beiden Interpreten Helene Fischer und Luis Fonsi, zusammen mit den Koautoren Juan Carlos Arauzo, José Cano Carrilero, Chris Cronauer, Daniel Cronauer, Robin Haefs, Eduardo Ruiz, Konstantin Scherer (Djorkaeff), Vincent Stein (Beatzarre), Nico Wellenbrink (Nico Santos) und Matthias Zürkler (B-Case). Die Produktion erfolgte durch B-Case, Beatzarre, Chris Cronauer und Djorkaeff, wobei Fischer sich als ausführende Produzentin beteiligte. Beatzarre zeichnete darüber hinaus für die Abmischung verantwortlich, der sogenannte „Final Mix“ erfolgte durch die Zusammenarbeit von Fischer, das Produzententrio Madizin (bestehend aus: Patrick Benzner, Dave Roth und Serhat Sakin) und Stephan Zeh. Fischer und das Produzententrio Madizin waren zudem für die Aufnahme zuständig. Das Mastering erfolgte im Berliner TrueBusyness Mastering Studio, unter der Leitung von Sascha Bühren.
Auf dem Frontcover der Single ist – außer Künstlernamen und Liedtitel – ein Ausschnitt aus dem Musikvideo zu sehen. Vom Betrachter aus gesehen befindet sich Fonsi auf der linken und Fischer auf der rechten Seite des zweigeteilten Bildes. Sie stehen jeweils in Richtung des Gegenübers und halten die geöffneten Handflächen vor sich, so als ob sie den anderen trotz der räumlichen Trennung spüren könnten. Die Fotografie stammt von Sandra Ludewig, das Artwork von Ease & Yawn.

## Veröffentlichung und Promotion
Die Erstveröffentlichung von Vamos a marte erfolgte als Single am 6. August 2021. Die Single erschien als 2-Track-Single zum Download und Streaming sowie als CD durch Polydor, als B-Seite beinhaltet sie eine sogenannte „Bachata Version“ des Liedes. Der Vertrieb erfolgte durch Universal Music Publishing, verlegt wurde das Lied durch Budde Music, Edition Djorkaeff-Beatzarre,  Edition Teamscore, Fisherman Songs und den Konstantin Scherer Musikverlag. Am Tag der Erstveröffentlichung erschien ebenfalls ein „Limited Fanbundle“ mit drei Artprints. Rund einen Monat später, am 3. September 2021, erschien eine 7-Zoll-Single zu Vamos a marte. Am 15. Oktober 2021 erschien Vamos a marte als Teil von Fischers achtem Studioalbum Rausch. Auf der sogenannten „Super-Deluxe-Version“ des Albums befindet sich mit Alternative Mixes eine Bonus-CD mit Remixen, darunter der „R3hab Remix“ zu Vamos a marte.
Um das Lied zu bewerben, veröffentlichte Fischer am 22. Juli 2021 einen ersten Hinweis zu dem Titel, in dem sie auf Instagram einen kurzen Teil der Komposition hochlud. Auf ihrer offiziellen Homepage startete zeitgleich ein Countdown, der am nächsten Tag endete. Nach dem Countdown bestätigte sie die kommende Singleveröffentlichung und präsentierte zugleich als Frontcover. Das Musikvideo wurde ebenfalls am Freitagabend, fast zeitgleich, auf allen Free-TV-Sendern und Kanälen der Mediengruppe RTL Deutschland – n-tv, Nitro, RTL, RTL.de, RTLplus, Super RTL, VOX und VOXup – ausgestrahlt.

## Inhalt
Der Liedtext zu Vamos a marte ist bilingual in deutscher und spanischer Sprache verfasst und bedeutet ins Deutsche übersetzt „Lass uns zum Mars gehen“. Die Musik und der Text wurden gemeinsam von Juan Carlos Arauzo, B-Case, Beatzarre, José Cano Carrilero, Chris Cronauer, Daniel Cronauer, Djorkaeff, Helene Fischer, Luis Fonsi, Robin Haefs, Eduardo Ruiz und Nico Santos geschrieben beziehungsweise komponiert. Musikalisch bewegt sich das Lied im Bereich der Latin- und Popmusik, im Stile des Schlagers. Das Tempo beträgt 128 Schläge pro Minute. Die Tonart ist f-Moll. Inhaltlich geht es im Lied um eine Liebesbeziehung mit Personen aus verschiedenen Kulturen und Sprachräumen, die sich nicht verstehen, doch trotzdem lieben.
Aufgebaut ist das Lied auf zwei Strophen, einem Refrain und einer Bridge. Das Lied beginnt mit der ersten Strophe, die sich aus vier Zeilen zusammensetzt. Sie ist in deutscher Sprache und wird von Fischer gesungen. An die erste Strophe schließt sich zunächst der sogenannte „Pre-Chorus“ an, ehe der eigentliche Refrain einsetzt. Mit dem „Post-Chorus“ klingt der Refrain aus. Während der Pre-Chorus in Deutsch ist und alleine von Fischer gesungen wird, sind der Hauptteil und Post-Chorus zweisprachig und werden von Fischer und Fonsi gesungen, wobei Fonsi beim Post-Chorus nur im Begleitgesang zu hören ist. Der gleiche Aufbau folgt mit der zweiten Strophe, diese besteht ebenfalls aus vier Zeilen, ist jedoch auf Spanisch und wird alleine von Fonsi gesungen. Der zweite Refrain wird diesmal von Beginn an von beiden Künstlern, in beiden Sprachen, interpretiert. Wobei Fonsi hierbei im Hauptteil und dem Post-Chorus als Begleitsänger und nicht im Hauptgesang zu hören ist. Nach dem zweiten Refrain folgt eine zweisprachige Bridge, die von beiden Interpreten gesungen wird, ehe das Lied mit dem dritten Refrain endet. Bei dem dritten Refrain verzichtete man auf den Pre-Chorus und steigt gleich mit dem Hauptteil ein.
| „Vamos a marte, déjame llevarte. Hablamos un lenguaje sin palabras. Pero con tu boca tú me tocas. Ya no dudes, ven y sígueme. Vamos a marte, wir sprechen eine Sprache. Du spürst, was ich sage. Du liest meinen Körper, keine Wörter. Könn’n beschreiben, was ich mit dir fühl’.“ – Refrain, Originalauszug | „Lass uns zum Mars gehen, lass mich dich mitnehmen. Wir sprechen eine Sprache ohne Worte. Aber du berührst mich mit deinem Mund. Zögere nicht, komm und folge mir. Lass uns zum Mars gehen, wir sprechen eine Sprache. Du spürst, was ich sage. Du liest meinen Körper, keine Wörter. Könn’n beschreiben, was ich mit dir fühl’.“ – Refrain, Übersetzung |

## Musikvideo
Das Musikvideo zu Vamos a marte wurde am 22. Juni 2021 in Madrid gedreht und feierte seine Premiere auf YouTube am 6. August 2021. Zum einen zeigt es Fischer, die sich in einer Art Raumstation befindet und dort alleine oder zusammen mit Tänzerinnen das Lied aufführt. Zum anderen sieht man Fonsi, der sich mit einer Reihe Tänzerinnen in einem Klub aufhält, während er dort das Lied aufführt. Etwa zur Mitte des Videos treffen Fischer und Fonsi zunächst vor einer Milchglasscheibe aufeinander, kurz darauf sieht man sie gemeinsam mit den Tänzerinnen das Lied aufführen. Die Gesamtlänge des Videos beträgt 3:24 Minuten. Regie führte Jonas Vahl. Bis Januar 2023 zählte das Video über 14,4 Millionen Aufrufe bei YouTube.

## Mitwirkende
Liedproduktion
- Juan Carlos Arauzo: Komponist, Liedtexter
- Sascha Bühren: Mastering
- José Cano Carrilero: Komponist, Liedtexter
- Chris Cronauer: Komponist, Liedtexter, Musikproduzent
- Daniel Cronauer: Komponist, Liedtexter
- Helene Fischer: Abmischung, Ausführender Produzent, Gesang, Komponist, Liedtexter, Tonmeister
- Luis Fonsi: Begleitgesang, Gesang, Komponist, Liedtexter
- Robin Haefs: Komponist, Liedtexter
- Madizin: Abmischung, Tonmeister
- Eduardo Ruiz: Komponist, Liedtexter
- Konstantin Scherer (Djorkaeff): Komponist, Liedtexter, Musikproduzent
- Vincent Stein (Beatzarre): Abmischung, Komponist, Liedtexter, Musikproduzent
- Nico Wellenbrink (Nico Santos): Komponist, Liedtexter
- Stephan Zeh: Abmischung
- Matthias Zürkler (B-Case): Komponist, Liedtexter, Musikproduzent

| Unternehmen - Budde Music: Verlag - Edition Djorkaeff-Beatzarre: Verlag - Edition Teamscore: Verlag - Fisherman Songs: Verlag - Konstantin Scherer Musikverlag: Verlag - Le Berg: Filmproduzent (Musikvideo) - Polydor: Musiklabel - TrueBusyness Mastering: Tonstudio - Universal Music Publishing: Vertrieb | Covergestaltung - Ease & Yawn: Artwork - Sandra Ludewig: Fotograf |

Musikvideo (Auswahl)
- César Alcaide: SPX
- Roberto Alonso: Beleuchter
- Celia Barreda: Filmproduzent
- Miguel Carretero: Sound
- Pierre Castillo Bernard: Kameramann
- Alex Cisneros: Key Grip
- Phila Demi: Filmeditor
- Sarah Hammerschmidt: Choreografie
- Johannes Hilser: Farbkorrektur
- Selina Kaiser: Filmproduzent
- Cale Kalay: Choreografie
- Oscar Manero: Regieassistent
- Vico Martín: Digital Imaging Technician
- Vincent Maurer: Visueller Effekt
- Pavel Prokopchik: Visueller Effekt
- Julio Saiz: Lichttechniker
- Jonas Vahl: Regisseur
- Robert Zbawiony: Visueller Effekt

## Rezeption

### Rezensionen
Jörg Thomann von der FAZ beschrieb Vamos a marte als „Feuerwerk des unreinen Reims“ (Marte-Sprache-sagte, Sonne-Kontrolle, Körper-Wörter oder auch Atmen-Warten). Er stellt sich unter anderem die Frage, wo wie Verbindung zwischen dem Liebeslied und dem „unwirtlich kalten“ Mars sei und ob die Venus nicht ein besserer Ort gewesen sei. Das Lied sei ein „internationaler Pop-Schlager“, der sich mit „eingängigem Beat“ recht „forsch“ in den Gehörgang fresse. Gesanglich sei nichts zu beanstanden, höchstens dass Fischers Stimme nicht zum ersten Mal so klinge, als würde sie vor lauter Ergriffenheit gleich in Schluchzen ausbrechen. Der Mars spiele im Titel keine so große Rolle; er diene lediglich als Symbol dafür, dass Fischer dieses Mal noch höher hinaus möchte. Den Inhalt beschrieb Thomann als „klassisches“ Sujet, das schon die Beatles mit Michelle oder Namika mit Je ne parle pas français aufgegriffen hätten, dass aber heute, in Zeiten des Google Übersetzers, kaum noch Sinn ergäbe. Ein Latino und eine Deutsche, die sich einzig nonverbal verständigen können, nicht einmal in der „Universalsprache“ Englisch, da hätten gleich zwei Schulsysteme versagt haben müssen. Wirklich progressiv mute auch die Rollenverteilung nicht an, bei der der Mann die Richtung vorgebe.
Nadine Lange vom Tagesspiegel empfindet den „Dancebeat“ des Refrains als clever und abwechslungsreich, er spiele sogar das „typische“ Becken-Schnarren des Trap an. Erst in der Strophe danach werde wieder etwas „stumpfer“ durchgeklopft. Weiter nannte die das Stück ein „mustergültig abgespultes Duett“.
Arno Frank von Spiegel Online beschrieb Vamos a marte als ein Lied von neoliberaler Makellosigkeit, gewürzt mit einer gut verdaulichen Prise Latin Pop. Er ist der Meinung, dass es „natürlich“ ein Hit werde. Weiter führte Frank an, dass die „fidele Bumsmusik“ als Entrée für den globalen Markt konzipiert sei. Mühelos hebe Fischer den „geheimen“ Markenkern des deutschen Schlagers, die verschwitzte und „schwiemelige“ Umkreisung des Sexuellen, auf „internationales“ Niveau. Und plötzlich klinge es wie der Soundtrack zu einem Junggesellinnenabschied, der nicht nur in Bottrop, sondern auch in Seoul oder Kapstadt stattfinden könne. Für eine solche Wirkung genüge allerdings kein „Merger“ mit Fonsi und keine Zweisprachigkeit. Das Produkt müsse stimmen. Und das tut es. Die Single klinge, wie alles klinge, was überall erfolgreich sei.
Hendrik Müller vom deutschsprachigen E-Zine Plattentests.de bewertete das Album Rausch mit zwei von zehn Punkten und beschrieb Vamos a marte unter anderem als „gruselige“ Vorabsingle. Ihr schon „kaum vorhandenes“ Potenzial ertrinke hierbei in sämtlichen „Konservenbeats“, die im Discofox-Regal zu finden seien. Ausgerechnet jenes Duett mit Fonsi wolle so ganz und gar nicht „harmonieren“ und wirke wie ein „fix zusammengekleisterter“ Flickenteppich – bitter gelaufen, wenn nicht einmal die „suggerierte Gefühlstiefe“ gelinge. Wenn der Rhythmus versiege, steige derweil der „Kitschfaktor“ zuverlässig in „schwindelerregende“ Höhen.

### Charts und Chartplatzierungen
Vamos a marte erreichte in Deutschland Rang zwei der Singlecharts und musste sich lediglich Bad Habits von Ed Sheeran geschlagen geben. In den Midweekcharts, der ersten Verkaufswoche, platzierte sich das Lied noch an der Chartspitze. Die Single platzierte sich zwei Wochen in den Top 10 und 15 Wochen in den Top 100. In den deutschen deutschsprachigen Singlecharts erreichte das Lied die Chartspitze für eine Woche. Fischer führte damit nach Atemlos durch die Nacht und Herzbeben zum dritten Mal diese Chartliste an. In den deutschen Konservativ Pop Airplaycharts sowie den Downloadcharts platzierte sich Vamos a marte ebenfalls für eine Woche an der Chartspitze. In den Konservativ Pop Airplaycharts platzierte sich Fischer bereits mehrfach an der Chartspitze, zuletzt gelang ihr dies mit Herzbeben im Jahr 2018. In Österreich erreichte die Single Rang zehn und platzierte sich eine Woche in den Top 10 sowie acht Wochen in den Charts. In der Schweiz erreichte Vamos a marte mit Rang sieben seine beste Chartnotierung und platzierte sich ebenfalls eine Woche in den Top 10 und zwei Wochen in den Top 100. 2021 platzierte sich Vamos a marte auf Rang 96 der deutschen Single-Jahrescharts sowie auf Rang 25 der Konservativ Pop Airplay-Jahrescharts.
Für Fischer als Interpretin ist Vamos a marte der 19. Charthit in Deutschland sowie der elfte in Österreich und der zehnte in der Schweiz. In Deutschland ist es ihr vierter Top-10-Erfolg und die bis dato beste Platzierung in den Singlecharts. Zuvor erreichte Fischer mit Atemlos durch die Nacht (Rang 3) die beste Platzierung im Jahr 2014. In Österreich und der Schweiz erreichte sie jeweils nach Atemlos durch die Nacht zum zweiten Mal die Top 10. Als Autorin ist es in allen drei Ländern ihr erster Charterfolg. Fonsi erreichte mit Vamos a marte zum siebten Mal die Singlecharts in der Schweiz sowie je zum dritten Mal in Deutschland und Österreich. In allen drei Ländern ist es nach Despacito und Échame la culpa sein dritter Top-10-Hit.
| ChartsChartplatzierungen | Höchstplatzierung | Wochen |
| ------------------------ | ----------------- | ------ |
| Deutschland (GfK)        | 2 (15 Wo.)        | 15     |
| Österreich (Ö3)          | 10 (8 Wo.)        | 8      |
| Schweiz (IFPI)           | 7 (2 Wo.)         | 2      |

| ChartsJahrescharts (2021) | Platzierung |
| ------------------------- | ----------- |
| Deutschland (GfK)         | 96          |

### Auszeichnungen für Musikverkäufe
Am 21. September 2022 wurde Vamos a marte mit einer Goldenen Schallplatte für über 15.000 verkaufte Einheiten in Österreich ausgezeichnet. Im Mai 2023 folgte Goldstatus für über 200.000 verkaufte Einheiten in Deutschland. Das Lied zählt damit zu den meistverkauften Schlagern des Landes der 2020er-Jahre.
| Land/Region        | Auszeichnungen für Musikverkäufe (Land/Region, Auszeichnung, Verkäufe) | Verkäufe |
| ------------------ | ---------------------------------------------------------------------- | -------- |
| Deutschland (BVMI) | Gold                                                                   | 200.000  |
| Österreich (IFPI)  | Gold                                                                   | 15.000   |
| Insgesamt          | 2× Gold ·                                                              | 215.000  |

## Trivia
2018 traten Fischer und Fonsi bereits zweimal im Duett auf. Zunächst traten sie live bei der Echoverleihung (12. April 2018), später in der Helene Fischer Show (25. Dezember 2018) auf. Beide Male präsentierten sie ein Medley von Fonsis Lieder Despacito und Échame la culpa. Das Medley aus der Helene Fischer Show erschien auf der Kompilation Die Helene Fischer Show – Meine schönsten Momente (Vol. 1).